# Kristoffer Hjort Storm
|  | Flytteforslag Denne side er foreslået flyttet til Kristoffer Storm. Klik her for at se flytteforslaget. |

Kristoffer Hjort Storm (født 26. januar 1989 i Hillerød) er en dansk politiker. Han har været medlem af regionsrådet i Region Nordjylland siden 2014 og medlem af byrådet i Aalborg Kommune siden 2016. Kristoffer Storm var 1. viceborgmester i Aalborg Kommune fra 2018 til 2021 og er rådmand for Senior- og Omsorgsforvaltningen i kommunen fra 2022. Han har fra marts 2023 repræsenteret Danmarksdemokraterne, tidligere var han medlem af Dansk Folkeparti fra 2010 til juni 2022. Han er spidskandidat for Danmarksdemokraterne til Europa-Parlamentsvalget 2024 i Danmark.

## Uddannelse og erhverv
Kristoffer Storm er HA Jur. fra Aalborg Universitet. Han har siden 2018 været PR- & kommunikationschef for Rekom Aalborg. Han blev bestyrelsesformand i Nordjyske Jernbaner i 2023.

## Lokal- og regionspolitik
Han blev valgt til regionsrådet i Region Nordjylland ved regionsrådsvalget 2013 med 1153 personlige stemmer. Han opnåede ikke valg til Aalborg byråd ved det samtidige kommunalvalg, men indtrådte i byrådet 1. januar 2016 som afløser for Tommy Eggers som udtrådte. Ved regionsråds- og kommunalvalgene i 2017 og 2021 blev han genvalgt til både regionsråd og byråd. Ved regionsrådsvalget i 2021 var han nummer 3 på Dansk Folkepartis kandidatliste, men fik flere stemmer end partiets spidskandidat, Ib Madsen (1248 personlige stemmer mod 1108 til Ib Madsen), og opnåede valg som den eneste fra partiet.

## Lands- og EU-politik
Kristoffer Hjort Storm var opstillet for Dansk Folkeparti til folketingsvalget 2015 i Mariagerfjordkredsen. Han fik 2.263 personlige stemmer i Nordjyllands Storkreds og blev sit partis 1. stedfortræder i storkredsen.
Han blev i maj 2023, to måneder efter sin indmeldelse i Danmarksdemokraterne, annonceret som spidskandidat for partiet til Europa-Parlamentsvalget den 9. juni 2024.

## Privatliv
Kristoffer Storm har 4 børn. Han holdt orlov fra byråd og regionsråd i en periode i 2023 efter fødslen af barn nummer fire.